# Bactrocera katoi
Bactrocera katoi är en tvåvingeart som först beskrevs av Hardy 1974.  Bactrocera katoi ingår i släktet Bactrocera och familjen borrflugor. Inga underarter finns listade.